# 버지니아 사티어

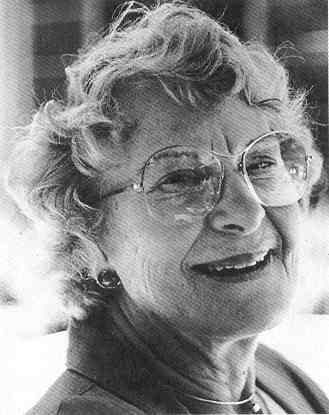
버지니아 사티어

버지니아 사티어(영어: Virginia Satir, 1916년 6월 26일 ~ 1988년 9월 10일) 미국의 작가, 심리치료사, 의사소통전문가이다.
"가족 치료의 어머니"로 간주될 정도로 가족치료와 가족 상담의 창시자로써 이 분야에서 탁월한 능력을 보였다. 뿐만아니라 NLP(Neuro Lingustics Programming)에서 주요 3가지 중심이론 중 하나이다. 그밖의 심리상담분야에도 상당한 영향을 미쳤다. 그녀는 치료 연구를 통하여 변화과정 모델을 개발하였다.

## 같이 보기
- 칼 로저스
- 베이트슨 프로젝트